# Stefano Rivetti di Val Cervo
Stefano Rivetti di Val Cervo (Torino, 10 giugno 1914 – Vence, 7 ottobre 1988) è stato un imprenditore italiano.

## Biografia
Figlio del conte Ezio Oreste Rivetti di Valcervo, importante industriale laniero biellese, era erede di una famiglia nobiliare piemontese che da tempo aveva impiantato a Biella e nelle sue valli industrie laniere, il Lanificio Rivetti S.p.A., che fino agli anni '50 costituiva una delle maggiori imprese del settore.
Con il padre Oreste decise di trasferire i propri interessi nel Golfo di Policastro, anche per usufruire dei notevoli incentivi dati dalla Cassa del Mezzogiorno.
Fondò la Lini e Lane, con attività principale a Maratea, l'unico comune sulla costa tirrenica della Basilicata, regione che era il collegio elettorale del ministro Emilio Colombo, esponente molto influente della Democrazia Cristiana Gli altri stabilimenti furono collocati a Tortora e Praia a Mare, in provincia di Cosenza.
L'esperienza industriale si rivelò fallimentare: la Lini e Lane viene annoverata come un tipico esempio di cattedrale nel deserto, cioè di realtà che aveva usufruito in modo massiccio di contributi a fondo perduto dal governo italiano senza riuscire a realizzare concretamente il progetto, a cui non corrispose uno sviluppo vero e proprio di attività industriale. Il quotidiano del PCI l'Unità iniziò nel 1963 una campagna stampa denunciando abusi nelle relazioni industriali compiuti dal conte Rivetti, che reagì con una querela.
La sua intraprendenza, lo portò a compiere delle scelte che, con ogni probabilità, rappresentarono dei momenti di forte agitazione, con una parte della classe dirigente politica e, della nomenclatura del tempo che mal digeriva la poliedricità dell’imprenditore piemontese, dal particolare accento dovuto agli anni trascorsi a studiare in Germania. La sua “discesa” in politica scoprì i nervi ad una città che si oppose al suo progetto amministrativo. L’essere democristiano poi, non fece altro che aumentare l’antipatia e i sospetti della sinistra, in un momento storico di forte contrapposizione politica.
Migliore fortuna ebbero le imprese nel settore turismo, incentrate soprattutto su Maratea, unico comune sul mare della provincia di Potenza.
Indro Montanelli il 4 settembre 1957 in un articolo sul Corriere della Sera, dal titolo Qualcuno ha svegliato Maratea in letargo scriveva: 
(fonte.)
.
Rivetti realizzò l'hotel di lusso Santavenere, invitando a Maratea come turisti importanti personaggi e realizzando spettacoli con artisti famosi come Domenico Modugno, fino a spingere i registi del tempo a trasformare la bellissima città di Maratea in un set cinematografico con la presenza di attori di fama internazionale, a cominciare da Anita Ekberg; seppure ostacolato da rivalità politiche locali e da una scarsa vocazione all'evoluzione del turismo. Nel 1965 fece anche dono al comune di una gigantesca statua, detta statua del Redentore, collocata sul monte San Biagio che però fu completata solo quando le fortune industriali e finanziarie del conte erano ormai in fase di declino a causa della profonda crisi dei consumi del 1970 che colpì profondamente il settore tessile in tutto il paese: nel 1973 si ebbe da ultimo il maxi-sequestro di tutti i beni mobili e immobili di Rivetti sul territorio del golfo di Policastro.
Il conte Rivetti era sposato con Francesca dei conti Barbò Barbiano di Belgioioso d'Este, nota filosofa di area cattolica. La sua tomba si trova a Maratea nelle grotta dell'Angelo sottostante al monte san Biagio dove è la statua del Cristo Redentore
La scelta di voler riposare in eterno sul monte, ove si innalza maestosa la statua del Cristo di Maratea, è probabilmente il gesto più efficace per far intendere inequivocabilmente il suo amore sconfinato verso la città.